# Shirley Deane
Shirley Deane (geboren als Shirley Deane Blattenberger; * 16. März 1913 in San Francisco, Kalifornien (USA); † 26. April 1983 in Glendale, ebendort) war eine amerikanische Filmschauspielerin.

## Leben
Als Tochter von Jesse H. Blattenberger und seiner Frau Zola (geb. Redden, später Redden-Aaronson) wurde sie von ihrer Großmutter mütterlicherseits aufgezogen.
Sie heiratete am 10. April 1941 den Journalisten und späteren RKO-Pressesprecher Ralph Thomas Kettering, Jr. (* 1911 in Illinois; † 9. März 1980); die Ehe wurde 1973 geschieden. Aus der Ehe gingen die Tochter Shirley Deane Junior Kettering (* 15. September 1943) und der Sohn Raphael Thomas Kettering (* 2. Mai 1952) hervor.

## Karriere
Sie arbeitete zunächst als Tänzerin unter anderem im Golden Gate Theatre der RKO und hatte nach dem Gewinn eines Schönheitswettbewerbes ab März 1934 einen Studiovertrag bei 20th Century Fox. Arline Judge wurde ihre Mentorin. Als Schauspielerin wurde sie vor allem durch ihre Rolle als „Prinzessin Aura“ im letzten Teil der Flash Gordon-Verfilmung sowie der „Bonnie Jones“ in der Jones-Family-Filmreihe bekannt. Im Anschluss an ihre Filmkarriere war sie regelmäßiges Mitglied der Radioshows Kraft Music Hall und Lux Radio Theatre und trat vereinzelt in Bühnenstücken auf.

## Filmografie
| Jahr | Originaltitel                      | dt. Titel                                             | Rolle                         | Genre      | Anmerkungen                                                                      | Studio            |
| ---- | ---------------------------------- | ----------------------------------------------------- | ----------------------------- | ---------- | -------------------------------------------------------------------------------- | ----------------- |
| 1933 | Dancing Lady                       | Ich tanze nur für Dich                                | Revuetänzerin                 | Musikfilm  | Uncredited                                                                       | MGM               |
| 1934 | Stand Up and Cheer!                | Wir senden Sonne                                      | Tänzerin                      | Musikfilm  | Uncredited; 1. Tanzszene von Shirley Temple                                      | 20th Century Fox  |
| 1935 | Dante's Inferno                    | Das Schiff des Satans                                 | Passagierin im Heizungskeller | Horrorfilm | Uncredited; Leinwanddebüt von Rita Hayworth                                      | 20th Century Fox  |
| 1935 | Redheads on Parade                 |                                                       | Nebenrolle                    | Musikfilm  | Uncredited                                                                       | 20th Century Fox  |
| 1935 | Metropolitan                       | Metropolitan                                          | Mädchen, das schlecht singt   | Drama      | Uncredited                                                                       | 20th Century Fox  |
| 1936 | King of Burlesque                  | King of Burlesque                                     | Phyllis Sears                 | Musikfilm  |                                                                                  | 20th Century Fox  |
| 1936 | Charlie Chan at the Circus         | Charlie Chan im Zirkus                                | Louise Norman                 | Krimi      | 1. Regiearbeit von Harry Lachmann                                                | 20th Century Fox  |
| 1936 | The First Baby                     |                                                       | Trudy Wells                   | Komödie    |                                                                                  | 20th Century Fox  |
| 1936 | Girls' Dormitory                   |                                                       | Fritzi                        | Liebesfilm | 1. US-Film von Simone Simon                                                      | 20th Century Fox  |
| 1936 | One in a Million                   | One in a Million (1936)                               | Mädchen in der Band           | Musikfilm  | 1. Film der Eiskunstläuferin Sonja Henie                                         | 20th Century Fox  |
| 1936 | Educating Father                   |                                                       | Bonnie Jones                  | Komödie    | Teil der „Jones Family“ Filmreihe                                                | 20th Century Fox  |
| 1936 | Back to Nature                     |                                                       | Bonnie Jones                  | Komödie    | Teil der „Jones Family“ Filmreihe                                                | 20th Century Fox  |
| 1937 | Off to the Races                   |                                                       | Bonnie Jones                  | Komödie    | Teil der „Jones Family“ Filmreihe                                                | 20th Century Fox  |
| 1937 | The Jones Family in Big Business   |                                                       | Bonnie Jones                  | Komödie    | Teil der „Jones Family“ Filmreihe                                                | 20th Century Fox  |
| 1937 | Hot Water                          |                                                       | Bonnie Jones                  | Komödie    | Teil der „Jones Family“ Filmreihe                                                | 20th Century Fox  |
| 1937 | Borrowing Trouble                  | Alternativtitel The Jones Family in Borrowing Trouble | Bonnie Jones                  | Komödie    | Teil der „Jones Family“ Filmreihe                                                | 20th Century Fox  |
| 1937 | On the Avenue                      | Küsse am Broadway                                     | Revuetänzerin                 | Musikfilm  | Uncredited                                                                       | 20th Century Fox  |
| 1937 | Nancy Steele Is Missing!           | Drama                                                 | Nancy (nicht Steele)          |            |                                                                                  | 20th Century Fox  |
| 1938 | Prairie Moon                       | Drei Lümmel in Texas                                  | Peggy Shaw                    | Western    |                                                                                  | Republic Pictures |
| 1938 | Love on a Budget                   |                                                       | Bonnie Thompson               | Komödie    | Teil der „Jones Family“ Filmreihe                                                | 20th Century Fox  |
| 1938 | A Trip to Paris                    |                                                       | Bonnie Thompson               | Komödie    | Teil der „Jones Family“ Filmreihe                                                | 20th Century Fox  |
| 1938 | Safety in Numbers                  |                                                       | Bonnie Thompson               | Komödie    | Teil der „Jones Family“ Filmreihe                                                | 20th Century Fox  |
| 1939 | Everybody's Baby                   |                                                       | Bonnie Thompson               | Komödie    | Teil der „Jones Family“ Filmreihe                                                | 20th Century Fox  |
| 1939 | Undercover Agent                   |                                                       | Betty Madison                 | Drama      |                                                                                  | Monogram Pictures |
| 1940 | Flash Gordon Conquers the Universe | Flash Gordon Conquers the Universe                    | Prinzessin Aura               | SF-Serial  |                                                                                  | Universal         |
| 1940 | Private Affairs                    |                                                       | Erstes Mädchen im Bridgespiel |            | Uncredited (letzte Filmrolle); ursprünglicher Titel One of the Boston Bullertons | Universal         |

## Bibliografie
- Tucker, David C. The Women Who Made Television Funny: Ten Stars of 1950s Sitcoms. McFarland, 2015. ISBN 978-0-7864-2900-4.